# Nyctereutes
Nyctereutes és un gènere de cànids de l'est d'Àsia, que només conté una espècie vivent, el gos viverrí. El gènere aparegué fa uns nou milions d'anys, però al Plistocè ja se n'havien extingit totes les espècies tret d'una.
Se'l considera un gènere basal, és a dir, similar als cànids ancestrals. Probablement divergí de la resta de cànids fa 7–10 milions d'anys.
Nyctereutes fou descrit per Temminck (1839). Fou assignat a Canidae per Carroll (1988) i Geraads (1997).